# Harari (etnička grupa)
Narod Harari ( Harari : har. ጌይኡሱእ Gēyusu, "Ljudi iz grada") su etnička skupina koja naseljava Rog Afrike. Članovi tradicionalno borave u obzidanom gradu Harar, nazvanom jednostavno Gēy "grad" u Harariju, smještenom u regiji Harari u istočnoj Etiopiji. Govore hararski jezik, član južnoetiopske grupacije u semitskoj potporodici afroazijskih jezika.

## Povijest
Narod Harla, izumrli narod koji je govorio afroazijskim jezikom, podrijetlom iz Hararghea, smatra se pretečom naroda Harari. Preci Hararija prešli su preko Bab-el-Mandeba, dolazeći na obale sjeverne Somalije kao prvo semitsko stanovništvo među kušitskim i neafroazijskim narodima u onome što će postati Harar.
Arapskog Fagiha Abadira, navodnog patrijarha Hararija u 10. stoljeću, po dolasku su dočekali plemena Harla, Gaturi i Argobba. Do trinaestog stoljeća Harari su bili među upravnicima Ifatskog sultanata. Tijekom 14. stoljeća, u napadima na hararijski grad Get (Gey) od strane abesinske imperatorke Amde Seyon I., Harari se nazivaju Harle. Tijekom abesinsko-adalskog rata, neke su se milicije Hararija naselile na teritoriju Gurage, formirajući narod Siltʼe. Harari je su nekoć predstavljali najveću koncentraciju poljoprivrednika u istočnoj Africi.
U šesnaestom stoljeću zidovi izgrađeni oko grada Harar za vrijeme vladavine Emira Nur ibn Mudžahida pomogli su očuvanju identiteta Hararija od asimilacije Oromom. Kolonije Harari usred morske obale i Harar također su asimilirali Somalci stavljajući sultanat Harar pod stres. Harari zatvoreni u gradu opasanom zidinama postali su posljednji ostaci nekoć velike etničke skupine koja je naseljavala regiju. Prema Ulrichu Braukämperu, Harla-Harari su najvjerojatnije bili aktivni u regiji prije islamske invazije Adal Sultanata na Etiopiju.
U šesnaestom stoljeću Oromci su napadali regije Somalije od sjevernih područja Hargeise do južnih dijelova poput Donje Jube, uključujući narod Harari. Harari su bili bijesni kad je Muhammad Jasa 1577. godine odlučio premjestiti glavni grad Adal Sultanata iz Harara u Aussu kao odgovor na prijetnje Oromaca. Manje od godinu dana nakon preseljenja, Adal je propao. Imami Harari nastavili su biti prisutni u južnoj Afarskoj regiji u Imamatu Aussa sve dok ih u osamnaestom stoljeću nije svrgnula dinastija Mudaito, koja je kasnije uspostavila Sultanat Aussa.
Među asimiliranim narodima bili su i arapski muslimani koji su stigli tijekom početka islamskog razdoblja, kao i Argobba i drugi migranti koje je privlačila Hararova dobro razvijena kultura. Statistike dokazuju da jest semitski govornog ljudi nalik na Harari možda naseljeni protežu od zemlje između Karkaar planinama, srednji Avaš i jijiga. Oromo migracije učinkovito su podijelile ovaj navodni etnolingvistički blok na otoke jezera Zivay, teritorij Gurage i Harar.  Nakon pada Adal-ovog sultanata na tom području, veliki broj Hararija zauzvrat je apsorbiran u zajednicu Oromo. U razdoblju Emirata Harar, Hararis je poslao misionare da preobraze Oromo na islam. Gubitak ključne bitke za Chelenqo označio je kraj Hararove neovisnosti 1887.  Harari su podržali imenovanog, ali neokrunjenog cara Etiopije Jasua V. i njegove pretpostavljene napore da Harar postane glavnim gradom afričkog islamskog carstva. Jasu je, međutim, svrgnut 1916. godine, a mnogi od njegovih Hararijevih sljedbenika bili su zatvoreni. 
Zbog ozbiljnog kršenja prava Hararija tijekom abesinske vladavine, Hararis je nekoliko puta pokušao prekinuti veze s Etiopijom i ujediniti Hararghe sa Somalijom, među kojima je pokrenuo nacionalistički pokret Kulub koji je bio povezan sa somalijskom Ligom mladih. Ti su događaji doveli do napora vlade Haile Selassie za prisilno raseljavanje Hararisa, kako bi prekinuli njihovu kontrolu nad Hararom.  Ovom prilikom aludira poslovica Harar Oromo: "Tog dana Harari su eliminirani sa zemlje."  Bivši gradonačelnik Harara Bereket Selassie izvijestio je da su i Amhara i Oromo Hararija promatrali s prezirom.  Svrgavanje Hailea Selassieja od strane komunističkog režima u Dergu napravilo je manje razlike za Hararija; opisuju ga kao "malo više od prijelaza s tave u vatru".  Seoski akt iz 1975. godine obespravio je Hararis s njihovog poljoprivrednog zemljišta, prisilivši mnoge da emigriraju.  Preživjela Hararijeva rodbina pripadnika pokreta Kulub pridružila bi se somalijskim oružanim snagama ; a neki su, unaprijeđeni u visoke vojne časnike, ratovali u Ogadenskom ratu kako bi oslobodili teritorij Harari / Somalije od etiopske vlasti. Hararis je također bio uključen u WSLF.  Nakon što su Etiopljani pobijedili u ratu u Ogadenu, vojnici Derga počeli su masakrirati civile u područjima Hararija u Addis Abebi zbog suradnje sa Somalcima. Danas su ljudi Amhara i Oromo u svojoj državi brojniji od Hararija. Pod Meles Zenawi uprave, Hararis bio strahovito omiljen. Ponovno su stekli kontrolu nad svojom regijom Harari i dobili su posebna prava koja se ne nude drugim skupinama u regiji.  Prema akademkinji Sarah Vaughan, Narodna nacionalna regionalna država Harari stvorena je da poništi povijesno loš odnos između Harara i etiopske vlade. 
Hararis kao i Somalijski Sheekhal i Hadiya Halaba klan tvrde da potječu iz Abadir Umar ar-Rida, također poznatog kao Fiqi Omera, koji je pratiti svoju lozu od prvog kalifa, Ebu Bekr. Prema istraživaču Richardu Francisu Burtonu, "Fiqi Umar" prešao je s Arapskog poluotoka na Rog Afrike deset generacija prije 1854. godine, sa svojih šest sinova: Omarom Velikim, Umarom Malom, dvojicom Abdillah, Ahmadom i Siddikom. Prema Hararisu, oni se također sastoje od sedam Harla podklanova: Abogn, Adish, Awari, Gidaya, Gaturi, Hargaya i Wargar. Harari su prije bili poznati kao "Adere", iako se ovaj izraz danas smatra pogrdnim.
Arsi Oromo navode da je došlo do međusobnog braka između njihovih predaka i prethodnih stanovnika Adere (Harari) koje nazivaju Hadiya . Klanovi Hadiya tvrde da su njihovi preci bili Harari, no kasnije su postali pod utjecajem Sidame . Štoviše Habar Habusheed sub klan od Somalijski Isaaq plemena u sjevernoj Somaliji, držite tradicije potječu iz brakova između Hararis i njihovih predaka.

## Jezik
Narod Harari govore jezikom Harari, etiosemitskim jezikom koji se naziva Gey Ritma ili Gey Sinan ("Jezik grada"). To je usko povezano s istočnim jezicima Gurage i slično ZAY i Silt'e, od kojih su svi povezani sa semitiziranim jezikom Harla. Stari Harari već je imao mnogo arapskih posuđenica, što su dokazali drevni tekstovi. Smatra se da pjesme zaila iz trinaestog stoljeća, popularne u Somaliji, koriste stari Harari. Sjeverno- somalski dijalekti koriste se hararijskim posuđenicama. Na suvremeni jezik harari više utječe Oromo nego somalijski jezik, a prisutnost arapskog još uvijek postoji. Nakon egipatskog osvajanja Harara u devetnaestom stoljeću, brojne su posuđenice dodatno posuđene od egipatskog arapskog.
Gafatski jezik koji se danas izumirao nekada se govorilo na Plavom Nilu bio je povezan s hararijskim dijalektom. Harari jezik ima neki oblik korelacije sa svahilijem i magrebijskim arapskim jezikom.
Jezik Harari povijesno je pisan arapskim pismom i znakovima poznatim kao "tajna skripta Harari" nepoznatog podrijetla. U novije vrijeme, 1990-ih, prepisan je s Ge'ezovim pismom. Harari se također često piše na latinicom izvan Etiopije.
Etiopski popis stanovništva 1994. godine ukazuje da je bilo 21 757 govornika hararijskog jezika. Oko 20 000 tih pojedinaca bilo je koncentrirano izvan Harara, u glavnom gradu Etiopije Addis Abebi .
Većina ljudi Hararija dvojezično je na amharskom i oromskom, koji su također afro-azijski jezici. Prema etiopskom popisu stanovništva iz 1994. godine, oko 2.351 je jednojezično, govori samo hararski.

## Religija
Gotovo svi Harari su muslimani. Najraniji učitelj kabira ili islama u zajednici bio je Aw Sofi Yahya, učenjak Hararija koji je bio suvremenik arapskog zaštitnika Harara zvanog šejh Abadir i od njega je prva kur'anska gej kur'anska škola oko 10 km južno od središta grada. Prevladavajući pravac ili samoidentifikaciju koju su prihvatili ljudi Harari je sunitski ili ne-denominacijski islam.

## Dijaspora
Harari čini manje od 10% u vlastitom gradu, zbog etničkog čišćenja od strane režima Haile Selassie. Tisuće Hararisa bile su prisiljene napustiti Harar 1940-ih. Narod Harari raselili su se po Etiopiji, uglavnom u Addis Abebu i Dire Dawu, osnivajući obitelji i tvrtke. Znatno je stanovništvo Hararija u Džibutiju, Saudijskoj Arabiji, Somaliji i Jemenu. Narod Harari proširio se i po Sjevernoj Americi, uglavnom u Washington DC, Atlantu, Toronto, Dallas, Los Angeles i Memphis. Nadalje, manjina naroda Harari živi u Europi u zemljama kao što su Njemačka, Švicarska, Australija, Švedska i Velika Britanija .

## Znameniti Harariji
- Abdullah al-Harari, vođa sunitskog sufijskog pokreta al-Ahbash
- 'Abd Allah II Ibn' Ali „Abd jasena Shakur, zadnji emir Harara
- Nur ibn Mudžahid, osnivač Sultanata Harar
- Ali ibn Daʻud, osnivač Emirata Harar
- Mahfuz, imam i general Adalskog sultanata
- Ahmad ibn Ibrahim al-Ghazi, imam i general Adalskog sultanata
- Bati del Wambara, kraljica Adalskog sultanata
- Abdullahi Sadiq, guverner Ogaden
- Nj.E. Samia Gutu, etiopska veleposlanica u Kataru
- Pukovnik Abdusalam Mohammed Faqih, bivši vojni časnik somalijskih oružanih snaga
- Cpt. Mohamed Ahmed Bomba, bivši izvršni direktor Ethiopian Airlinesa
- Dr. Duri Mohammed, bivši predsjednik Sveučilišta u Adis Abebi
- Profesor Ahmed Zakaria, etiopski povjesničar
- General Ali Gutu, bivši vojni general i predsjednik regije Harari.

## Poveznice
- Harar
- Harla
- Emirat Harar
- Sultanat Harar
- Imamat Aussa